# Dopad pandemie covidu-19 na životní prostředí
Dopad pandemie covidu-19 na životní prostředí zahrnuje množství různorodých efektů celosvětové pandemie onemocnění covid-19 způsobovaného virem SARS-CoV-2, která se postupně rozvinula v prvních měsících roku 2020 po prvním výskytu viru v čínském městě Wu-chan zřejmě v listopadu 2019. V souvislosti se změnami fungování každodenního života lidí i v návaznosti na snahu rychle šíření pandemie zastavit došlo k zlepšení ovzduší a mnoho dalších změn v této oblasti.
Mezinárodní agentura pro energii varovala před možnými negativními dopady v dlouhodobém časovém horizontu, jelikož ekonomické otřesy způsobené pandemií mohou řadu firem přinutit ke zrušení nebo odložení investic do obnovitelných zdrojů energie. Agentura však zároveň podpořila rozšiřování možností práce na dálku.<

## Kvalita ovzduší
Kvůli dopadu pandemie na cestování a průmysl došlo na celé planetě k poklesu znečištění ovzduší. Snížení znečištění ovzduší může snížit rizika změny klimatu i rizika onemocnění covid-19. Centrum pro výzkum v oblasti energetiky a čistého ovzduší oznámil, že metody, které snižují riziko šíření koronaviru, jako je karanténa a zákaz cestování, mělo za následek 25 % snížení emisí uhlíku v Číně. V prvním měsíci blokování Čína vyprodukovala přibližně o 200 milionů méně metrických tun oxidu uhličitého, než stejné období v roce 2019, a to v důsledku snížení letecké dopravy, rafinace ropy a spotřeby uhlí. Jeden vědec z Evropského statického úřadu odhadl, že toto snížení může zachránit nejméně 77 000 životů. Sarah Ladislaw z Centra pro strategické a mezinárodní studie však tvrdila, že snížení emisí v důsledku hospodářských útlumů by nemělo být považováno za prospěšné, přičemž uvádí, že čínské pokusy vrátit se k předchozímu tempu růstu uprostřed obchodních válek a narušení dodavatelského řetězce v energetický trh bude zhoršovat svůj dopad na životní prostředí.
V Číně došlo ke snížení emisí oxidu uhličitého o 25 %. Během prvního měsíce karantény vyprodukovala Čína přibližně o 200 milionů metrických tun oxidu uhličitého méně, než ve stejném období roku 2019, a to v důsledku omezení letecké dopravy, snížení spotřeby ropných produktů a snížení spotřeby uhlí.
Mezi 1. a 11. březnem 2020 poté, co Itálie přijala přísná karanténní opatření, zaznamenala Evropská kosmická agentura výrazný pokles emisí oxidu dusného produkovaných automobily, elektrárnami a průmyslovými podniky v údolí Pádu.
Díky poklesu aerosolů v atmosféře došlo dočasně k oteplení planety, ale výhledově by pandemie měla být mírný vliv snižující oteplování. V roce 2020 měly požáry větší dopad na klima než pandemie covidu-19. Klimatické změny teplot či srážek v důsledku pandemie jsou na počátku roku 2021 nedetekovatelně malé.

## Zvýšená produkce plastů
Pandemie si vyžádala zvýšenou produkci jednorázových plastů, které pak často znečišťují prostředí. Jde především o nárůst spotřeby počtu jednorázových roušek, rukavic a obalů na jídlo.

## Kvalita vody u měst
V Benátkách se výrazně zlepšila kvalita vody ve zdejších kanálech, v jindy kalných vodách bylo možno pozorovat ryby i labutě. V přístavu v Cagliari byli po dlouhé době spatřeni delfíni.

## Fauna
Ceny ryb a poptávka po nich se kvůli pandemii snížily a rybářské flotily po celém světě byly nečinné. Německý vědec Rainer Froese uvedl, že biomasa ryb se zvýší v důsledku prudkého poklesu rybolovu, a předpokládá, že v evropských vodách by některé ryby, jako např. sledi, mohly svou biomasu zdvojnásobit.
Vzhledem k tomu, že bylo omezeno cestování a lidé zůstali doma, bylo ve městech spatřeno mnoho zvířat.
Mořské želvy byly spatřeny při kladení vajec na pláže, na kterých je není možno často spatřit (například na pobřeží Bengálského zálivu či v Turecku), kvůli snížené úrovni lidského rušení a světelného znečištění. Ve Spojených státech poklesly během března a dubna 2020 smrtelné srážky vozidel se zvířaty, jako jsou jeleni, losi, sobi, medvědi a pumy o 58 %.
Ochránci očekávají, že africké země zažijí obrovský nárůst pytláctví. Na druhou stranu se Gabon rozhodl zakázat lidskou konzumaci netopýrů a luskounů, aby zabránil šíření zoonotických chorob, protože se předpokládá, že nový koronavirus se prostřednictvím těchto zvířat přenesl na člověka. V červnu 2020 povolil Myanmar chov ohrožených zvířat, jako jsou tygři, luskouni a sloni.